# 阜城県
阜城県（ふじょう-けん）は中華人民共和国河北省衡水市に位置する県。

## 歴史
前漢により勃海郡に設置された。景帝時期により昌成県と改称され、信都国に属し、後漢により阜城県と改称された。905年（天祐2年）、唐朝により漢阜県と改称されたが、五代十国時代、後唐により阜城県と改称された。宋代になると1063年（嘉祐8年）に廃止されたが、1077年（熙寧10年）に再設置されている。
1958年に廃止となり交河県に編入されたが、1962年に再設置され現在に至る。

## 行政区画
- 鎮:阜城鎮、古城鎮、碼頭鎮、霞口鎮、崔家廟鎮、漫河鎮
- 郷:建橋郷、蔣坊郷、大白郷、王集郷